# Tenericythere
Tenericythere is een geslacht van kreeftachtigen uit de klasse van de Ostracoda (mosselkreeftjes).

## Soort
- Tenericythere curta Schornikov & Mikhailova, 1990